# Кизиловка (Белогорский район)
Кизи́ловка (до 1948 года Джемри́к; укр. Кизилівка, крымскотат. Cemrik, Джемрик) — село в Белогорском районе Республики Крым, входит в состав Чернопольского сельского поселения (согласно административно-территориальному делению Украины — Чернопольского сельского совета Автономной Республики Крым).

## Население
| 2001 | 2014 |
| ---- | ---- |
| 120  | ↘76  |

Всеукраинская перепись 2001 года показала следующее распределение по носителям языка
| Язык             | Процент |
| ---------------- | ------- |
| русский          | 72.5    |
| крымскотатарский | 25.83   |
| украинский       | 1.67    |

### Динамика численности
| - 1805 год — 108 чел. - 1864 год — 102 чел. - 1889 год — 266 чел. - 1892 год — 79 чел. - 1900 год — 83 чел. - 1915 год — 121/45 чел. | - 1926 год — 336 чел. - 1939 год — 324 чел. - 1989 год — 112 чел. - 2001 год — 120 чел. - 2009 год — 140 чел. - 2014 год — 76 чел. |

## Современное состояние
На 2017 год в Кизиловке числится 3 улицы — Лесная, Подгорная и Фонтанная; на 2009 год, по данным сельсовета, село занимало площадь 33,9 гектара на которой, в 44 дворах, проживало 140 человек. Кизиловка связана автобусным сообщением с райцентром и соседними населёнными пунктами.

## География
Кизиловка, небольшое горное село, расположенное в центре района, в горах Внутренней гряды Крымских гор, у северного подножия горы Джемрек. Село лежит в безымянной балке верховьев ручья Бурчек, притоке Тана-Су, высота центра села над уровнем моря — 404 м. Ближайшие сёла: Ульяновка в 1 км западнее и Дозорное — 4 км на северо-восток горными просёлами. Расстояние до райцентра — около 11 километров (по шоссе), до ближайшей железнодорожной станции Симферополь — примерно 55 километров. Транспортное сообщение осуществляется по региональной автодороге 35Н-109 Чернополье — Кизиловка (по украинской классификации — С-0-10333).

## История
Первое документальное упоминание села встречается в «Ведомости о выведенных из Крыма в Приазовье христианах» А. В. Суворова от 18 сентября 1778 года, в которой записано, что из деревни Жемрек выселено 372 грека-румея (206 мужчин и 166 женщин); выходцы из села основали в Приазовье село Чембрек, в настоящее время — юго-восточная часть села Малоянисоль. Согласно «Ведомости… какие христианские деревни и полных дворов. И как в оных… какие церкви служащие, или разорённые. …какое число священников было…» от 14 декабря 1783 года в селе Дюрмень числилось 63 греческих двора и церковь Вознесения Господня в коей 1 священник. В ведомости «при бывшем Шагин Герее хане сочиненная на татарском языке о вышедших християн из разных деревень и об оставшихся их имениях в точном ведении его Шагин Герея» и переведённой 1785 году, о деревне Джемрик записано
Сия деревня отдана провиантмейстеру Стрюкову во владение
В сей деревне греческих домов было 38 из которых толко 17 состоят а протчие разорены земли все принадлежат Зияде султанше которы описаны
В составе Крымского ханства деревня Джемрик входила в Карасубазарский кадылык Карасубазарского каймаканства, что записано в Камеральном Описании Крыма… 1784 года. После присоединения Крыма к России (8) 19 апреля 1783 года, (8) 19 февраля 1784 года, именным указом Екатерины II сенату, на территории бывшего Крымского Ханства была образована Таврическая область и деревня была приписана к Левкопольскому, а после ликвидации в 1787 году Левкопольского — к Феодосийскому уезду Таврической области. После Павловских реформ, с 1796 по 1802 год, входила в Акмечетский уезд Новороссийской губернии. По новому административному делению, после создания 8 (20) октября 1802 года Таврической губернии, Джемрек был включён в состав Кокташской волости Феодосийского уезда.
По Ведомости о числе селений, названиях оных, в них дворов… состоящих в Феодосийском уезде от 14 октября 1805 года, в деревне Джемрюк числилось 20 дворов и 108 жителей, исключительно крымских татар. На военно-топографической карте 1817 года генерал-майора Мухина Джемрык обозначен с 31 двором. После реформы волостного деления 1829 года Джемрек, согласно «Ведомости о казённых волостях Таврической губернии 1829 года» остался в составе Кокташской волости. На карте 1836 года в деревне 38 дворов, а на карте 1842 года — крупная деревня, но без указания числа дворов.
В 1860-х годах, после земской реформы Александра II, деревню приписали к Салынской волости. В «Списке населённых мест Таврической губернии по сведениям 1864 года», составленном по результатам VIII ревизии 1864 года, Джемрек — владельческая русско-татарская деревня с 15 дворами, 102 жителями и мечетью при родниках. По обследованиям профессора А. Н. Козловского начала 1860-х годов, в селении «…имелась пресная вода в изобилии из горных родников и ручьёв». На трехверстовой карте Шуберта 1865—1876 года в деревне Джемрек обозначено 40 дворов). В «Памятной книге Таврической губернии 1889 года» по результатам Х ревизии 1887 года записан Джемрек с 48 дворами и 266 жителями. На верстовой карте 1890 года в деревне обозначено 32 двора с татарско-русским населением. По «…Памятной книжке Таврической губернии на 1892 год» в Джемреке, входившем в Сартанское сельское общество, числилось 79 жителей в 14 домохозяйствах. Сохранился документ о выдаче ссуды неким Челебиеву, Шредерам, Дик, Мищенко, Бухману и др. под залог имения при деревне Джемрек от 1895 года.
После земской реформы 1890-х годов, которая в Феодосийском уезде прошла после 1892 года, деревня осталась в составе Салынской волости. По «…Памятной книжке Таврической губернии на 1900 год» в деревне, входившей в Сартанское сельское общество, числилось 83 жителя в 15 домохозяйствах. По Статистическому справочнику Таврической губернии. Ч.II-я. Статистический очерк, выпуск пятый Феодосийский уезд, 1915 год, в деревне Джемрек Салынской волости Феодосийского уезда числилось 39 дворов (24 двора с землёй, 15 — безземельные) с русским населением в количестве 121 человек приписных жителей и 45 «посторонних», из которых 95 мужчин и 71 женщина. Жители владели 70 десятинами удобной земли. В хозяйствах имелось 30 лошадей, 30 волов, 25 коров и 10 голов овец, свиней, или коз.
После установления в Крыму Советской власти, по постановлению Крымревкома от 8 января 1921 года была упразднена волостная система и село вошло в состав вновь созданного Карасубазарского района Симферопольского уезда, а в 1922 году уезды получили название округов. 11 октября 1923 года, согласно постановлению ВЦИК, в административное деление Крымской АССР были внесены изменения, в результате которых округа ликвидировались, Карасубазарский район стал самостоятельной административной единицей и село включили в его состав. Согласно Списку населённых пунктов Крымской АССР по Всесоюзной переписи 17 декабря 1926 года, в селе Джемрек, Султан-Сарайского сельсовета Карасубазарского района, числилось 73 двора, из них 72 крестьянских, население составляло 336 человек, из них 198 украинцев, 134 татарина, 2 грека, 1 армянин, 1 записан в графе «прочие», действовала русско-татарская школа. По данным всесоюзной переписи населения 1939 года в селе проживало 324 человека.
В 1944 году, после освобождения Крыма от фашистов, согласно постановлению ГКО № 5859 от 11 мая 1944 года, 18 мая крымские татары были депортированы в Среднюю Азию. 12 августа 1944 года было принято постановление № ГОКО-6372с «О переселении колхозников в районы Крыма», в исполнение которого в район завезли переселенцев: 6000 человек из Тамбовской и 2100 — Курской областей, а в начале 1950-х годов последовала вторая волна переселенцев из различных областей Украины. С 25 июня 1946 года Джемрек в составе Крымской области РСФСР. Указом Президиума Верховного Совета РСФСР, от 18 мая 1948 года, Джемрек был переименован в Кизиловку. 26 апреля 1954 года Крымская область была передана из состава РСФСР в состав УССР. К 1960 году Ульяновский сельсовет упразднили и, как минимум, до 1977 года село входило в состав Криничненского сельсовета, время включения в Чернопольский пока точно не установлено. По данным переписи 1989 года в селе проживало 112 человек. С 12 февраля 1991 года село в восстановленной Крымской АССР, 26 февраля 1992 года переименованной в Автономную Республику Крым. С 21 марта 2014 года в составе Крыма аннексирована Россией.